# Paucourt
Paucourt är en kommun i departementet Loiret i regionen Centre-Val de Loire strax norr Frankrikes mitt. Kommunen ligger i kantonen Châlette-sur-Loing som tillhör arrondissementet Montargis. År 2022 hade Paucourt 920 invånare.

## Befolkningsutveckling
Antalet invånare i kommunen Paucourt
| Referens: INSEE |